# FV Germania 1899 Bremen
FV Germania 1899 Bremen was een Duitse voetbalclub uit de stad Bremen.

## Geschiedenis
De club werd opgericht in 1899 en was datzelfde jaar nog medeoprichter van de Bremer voetbalbond. In januari 1900 was Germania ook een van de stichtende clubs van de Duitse voetbalbond. De club ging in de nieuwe Bremer competitie spelen en werd in het eerste seizoen vijfde op negen clubs. Na het tweede seizoen trok de club zich terug en werd opgeheven.
In 1901 werd de club FV Germania 01 Bremen opgericht, het is niet geweten of hier dezelfde mensen achter zaten.